# Thelma Houston
Thelma Houston född Thelma Jackson den 7 maj 1946 i Leland i Washington County i Mississippi, är en amerikansk sångerska, kompositör och skådespelerska. År 1977 fick hon en världshit med sin coverversion av sången "Don't Leave Me This Way".

## Diskografi
Studioalbum
- 1969 – Sunshower
- 1973 – Thelma Houston
- 1975 – I've Got the Music in Me (med Pressure Cooker)
- 1976 – Any Way You Like It
- 1977 – The Devil in Me
- 1977 – Thelma & Jerry (med Jerry Butler)
- 1978 – Ready to Roll
- 1978 – Two to One (med Jerry Butler)
- 1979 – Ride to the Rainbow
- 1980 – Breakwater Cat
- 1981 – Never Gonna Be Another One
- 1982 – Reachin' All Around
- 1983 – Thelma Houston (1983)
- 1984 – Qualifying Heat
- 1991 – Throw You Down
- 2007 – A Woman's Touch

Singlar (på Billboard Hot 100)
- 1970 – "Save the Country" (#74)
- 1976 – "Don't Leave Me This Way" (#1)
- 1976 – "If It's the Last Thing I Do" (#47)
- 1979 – "Saturday Night, Sunday Morning" (#34)

## Filmografi
- 1975 – Death Scream
- 1977 – Game Show Models
- 1979 – The Seventh Dwarf
- 1988 – And God Created Woman (sv.: Och Gud skapade kvinnan)
- 1998 – 54
- 1998 – Beloved (sv.: Älskade)